# Парк культури та відпочинку «Ковалівський»
Парк культу́ри та відпочи́нку «Ковалі́вський» (за СРСР — Парк імені Леніна) — парк у Кропивницькому, парк-пам'ятка садово-паркового мистецтва місцевого значення в Україні.

## Загальна інформація
Площа парку 8,3 га. Розташований у північно-східній частині середмістя Кропивницького — в межах житлового масиву Ковалівка, між вулицями Театральною, Олефіренка, Євгена Чикаленка та Кавалерійською, що визначає його невеликі розміри. Парк має форму чотирикутника і радіальне розгалуження алей. Хоч парк невеликий, але затишний, тому традиційно є улюбленим місцем відпочинку та організації дозвілля кропивничан і гостей міста. Має естетичне, виховне, природоохоронне та оздоровче значення.
На території парку розташовані пам'ятки історії, декілька пам'ятників та обласна філармонія, яка примикає до парку з боку вулиці Чикаленка.
У парку створено дитячий майданчик, працюють різноманітні атракціони, є заклади харчування та іншого громадського призначення.
Парк «Ковалівський» — постійне місце проведення міських і державних свят, народних гулянь, різноманітних розважальних заходів тощо. Паркові приділяє увагу місцева влада, попри свої невеликі розміри, він лишається улюбленим місцем відпочинку кропивничан.

## З історії
Ковалівський або Дворцовий бульвар і парк при ньому були зведені на Ковалівці в 50-х рр. XIX ст. за розпорядженням військового керівництва.
Ковалівський бульвар і парк разом з іншими міськими садами та бульварами у 1861 році були передані до відомства міського управління.
У 1879 році в парку був побудований інженерним відомством тир для навчання юнкерів Єлисаветградського юнкерського кавалерійського училища. Був встановлений циклодром для спілки велосипедистів, влітку у парку проводились військові збори.
За СРСР Ковалівський парк перейменували на Парк імені Леніна (ще 1926 року тут встановили пам'ятник вождю пролетаріату).
Рішенням Кіровоградського облвиконкому № 213 від 6 червня 1972 року парк «Ковалівський» отримав статус парк-пам'ятка садово-паркового мистецтва місцевого значення.
Первісну назву Ковалівський паркові було повернуто рішенням Кіровоградського міськвиконкому, очолюваного В. Мухіним, на пропозицію обласної організації Української Республіканської партії, вже за доби незалежності України.

## Зелені насадження
У парковому ансамблі «Ковалівського» використані різні види хвойних та декоративних листяних порід — туя, ялина європейська, клен сріблястий, тополя канадська, софора японська, а також місцеві породи дерев.
До складу насаджень парку входить 27 видів деревних і чагарникових порід, серед яких найбільш питому вагу мають — акація біла, клен ясенеподібний, берест, тополя чорна. У помітно меншій кількості тут зростають клен гостролистий, клен польовий, каштан кінський, гледичія трьохколючкова, айлант високий, а в поодиноких екземплярах — сосна звичайна, ялина колюча, біота східна, катальпа чудова та деякі інші. З чагарників у парку зростають спірея середня, бирючина звичайна, самшит вічнозелений, роза гібридна, ялівець козацький та інші.
Санітарний стан насадження задовільний. У парку регулярно проводяться заходи з догляду за деревостаном, газонами, клумбами, що дозволяє підтримувати його у стані, який дає можливість використовувати його за призначенням.

## Галерея

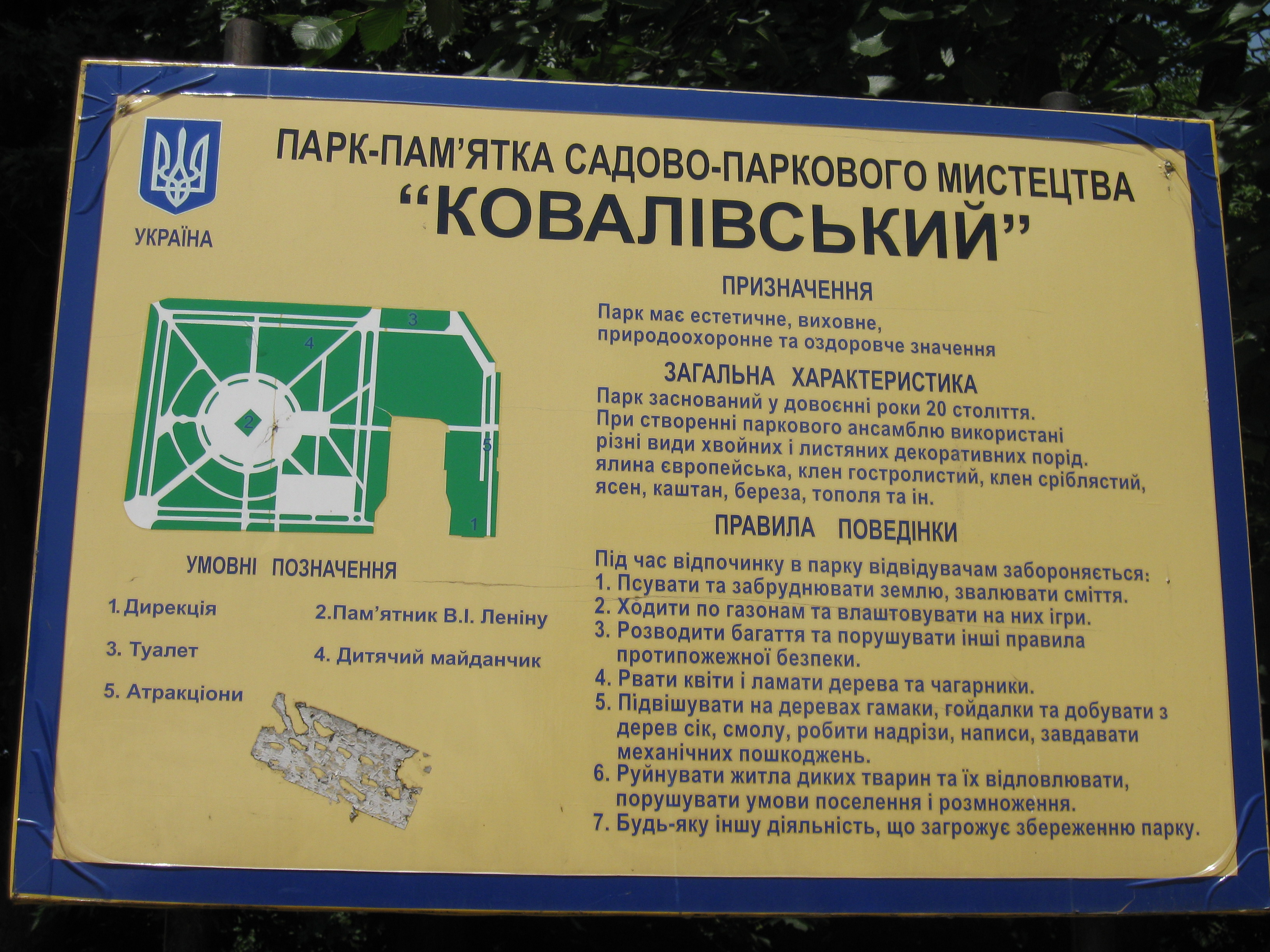
Інфостенд перед входом до парку
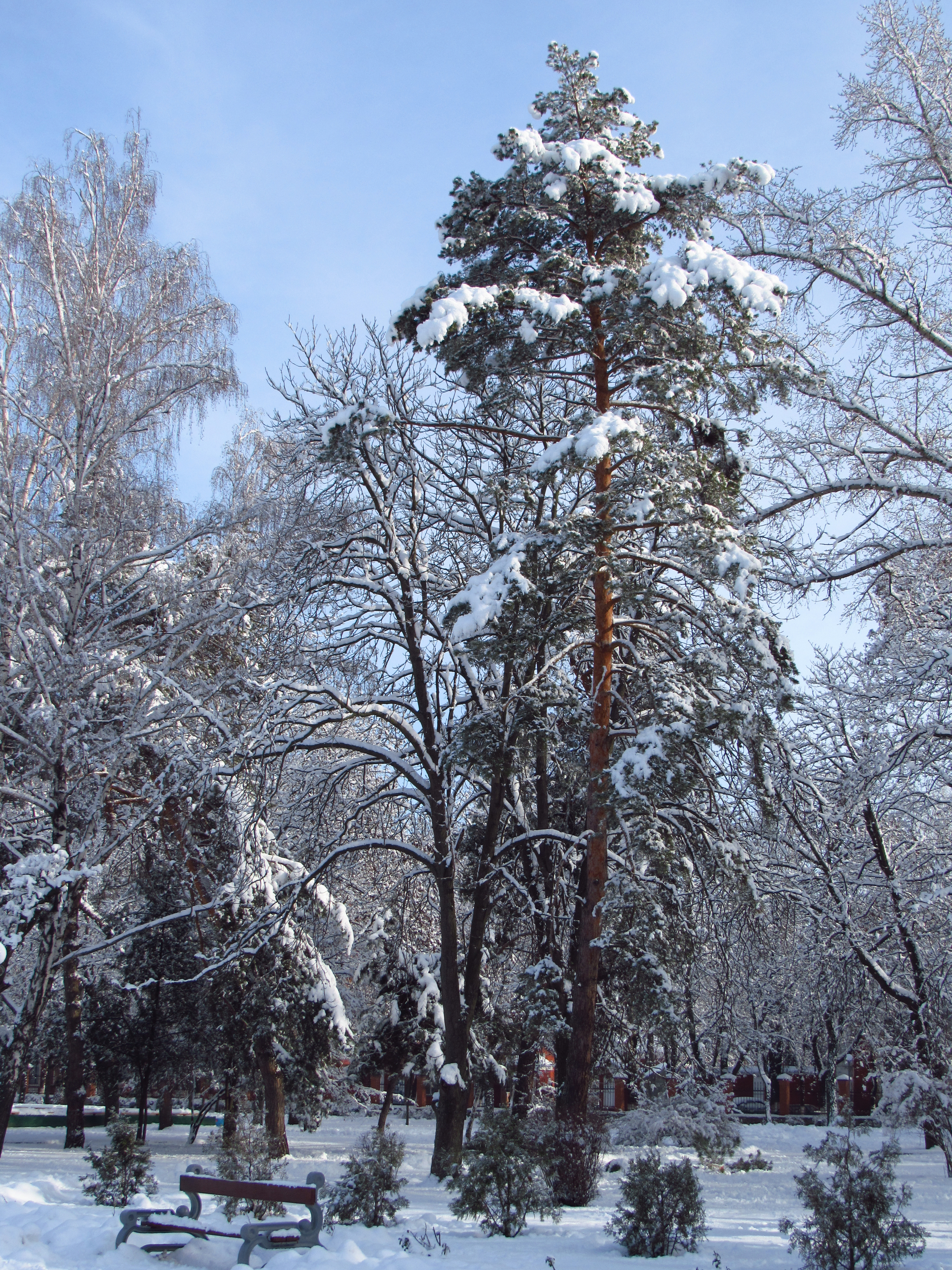
Зима в Ковалівському парку
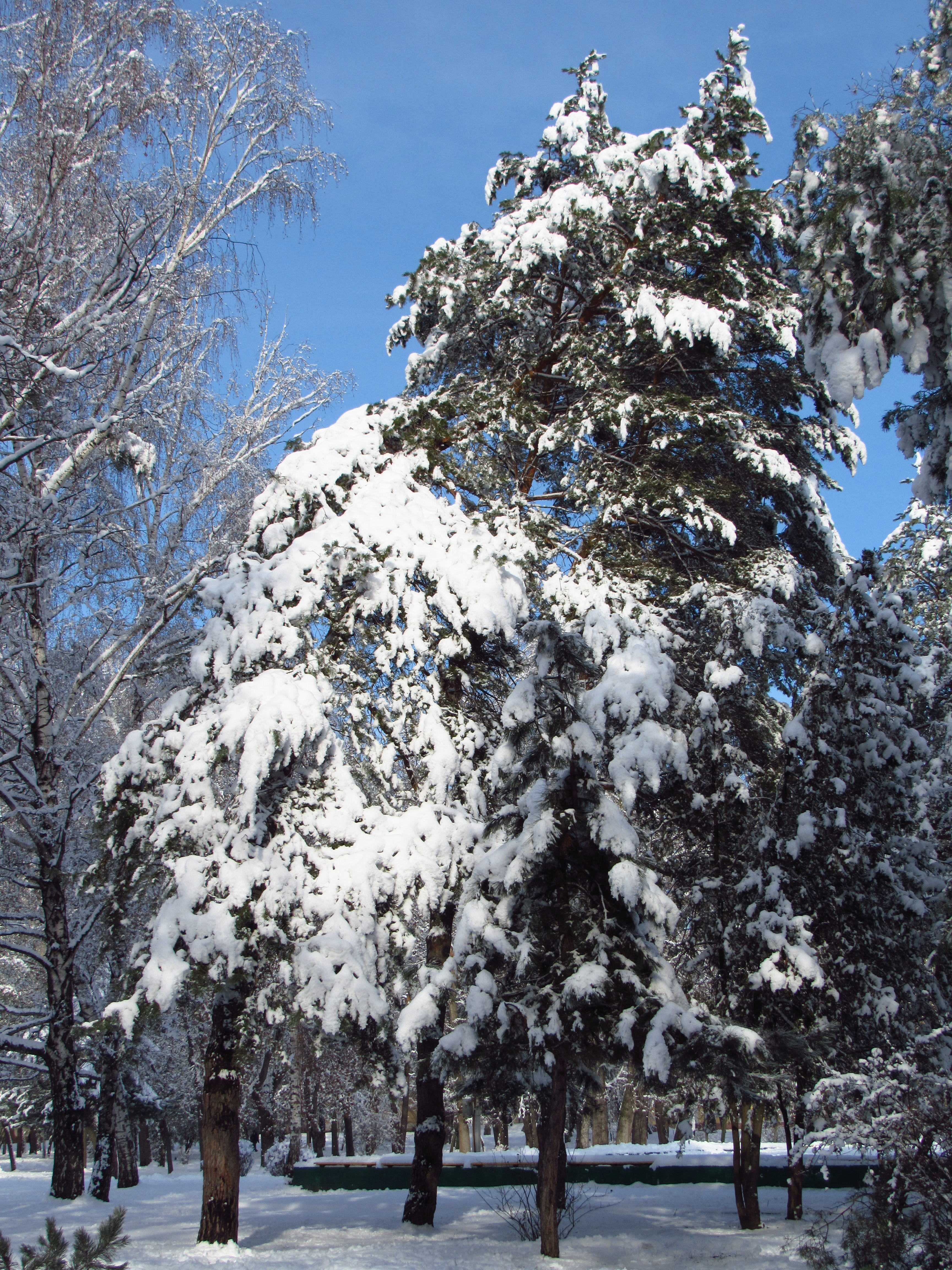
Ковалівський парк
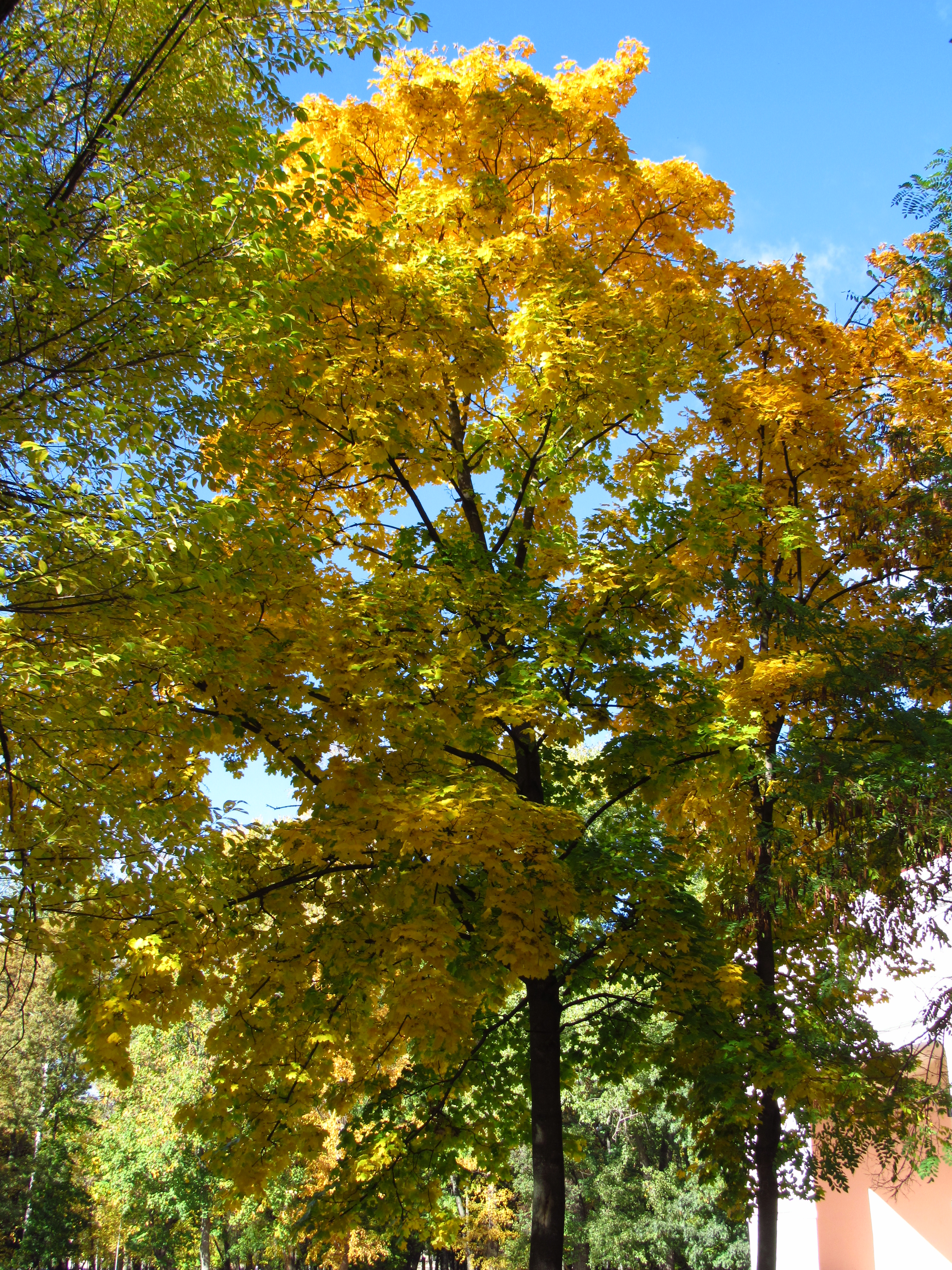
Осінь в Ковалівському парку
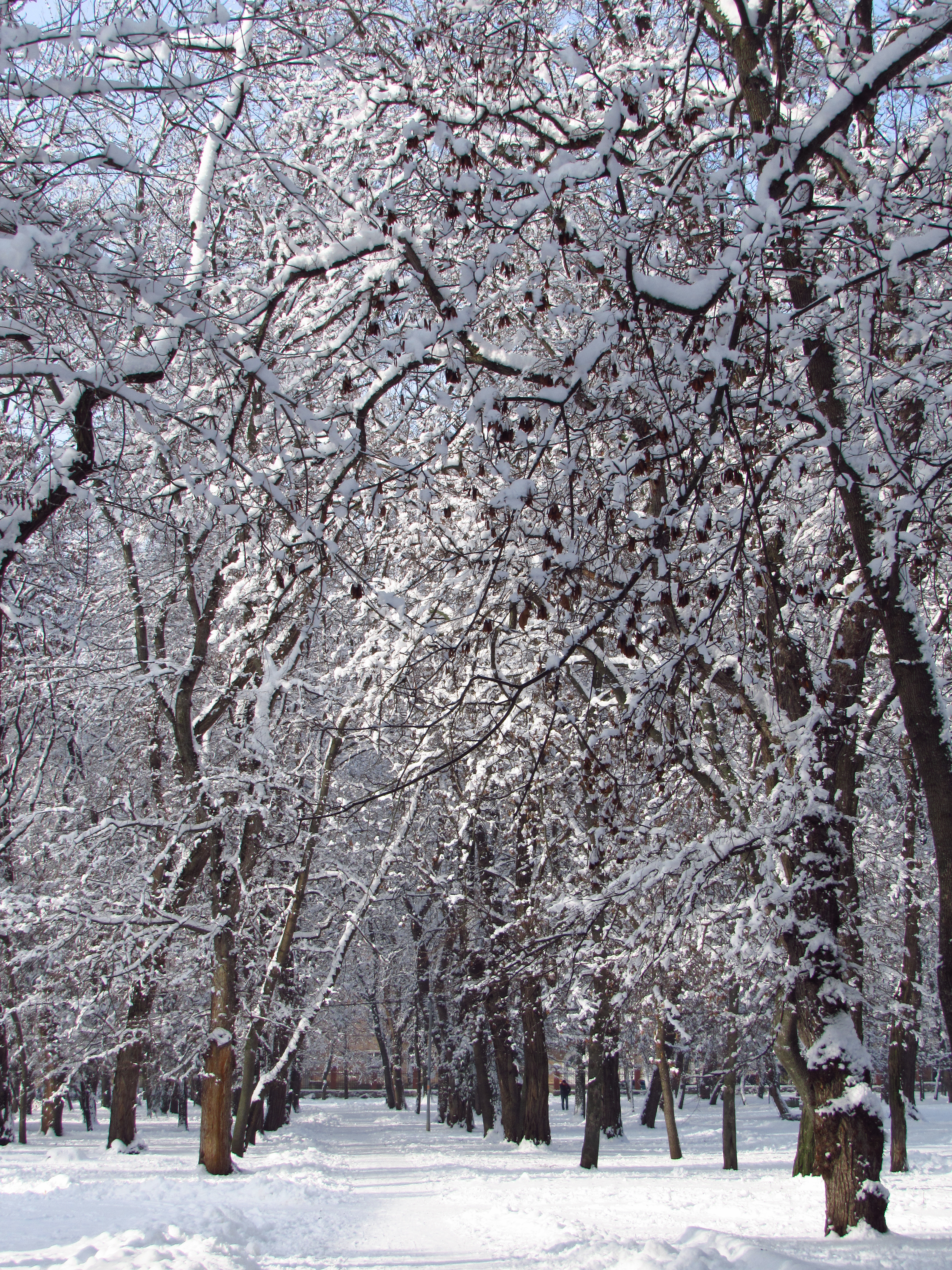
Ковалівський парк. Зима
Пам'ятник В. І. Леніну (демонтований у 2014 р.)
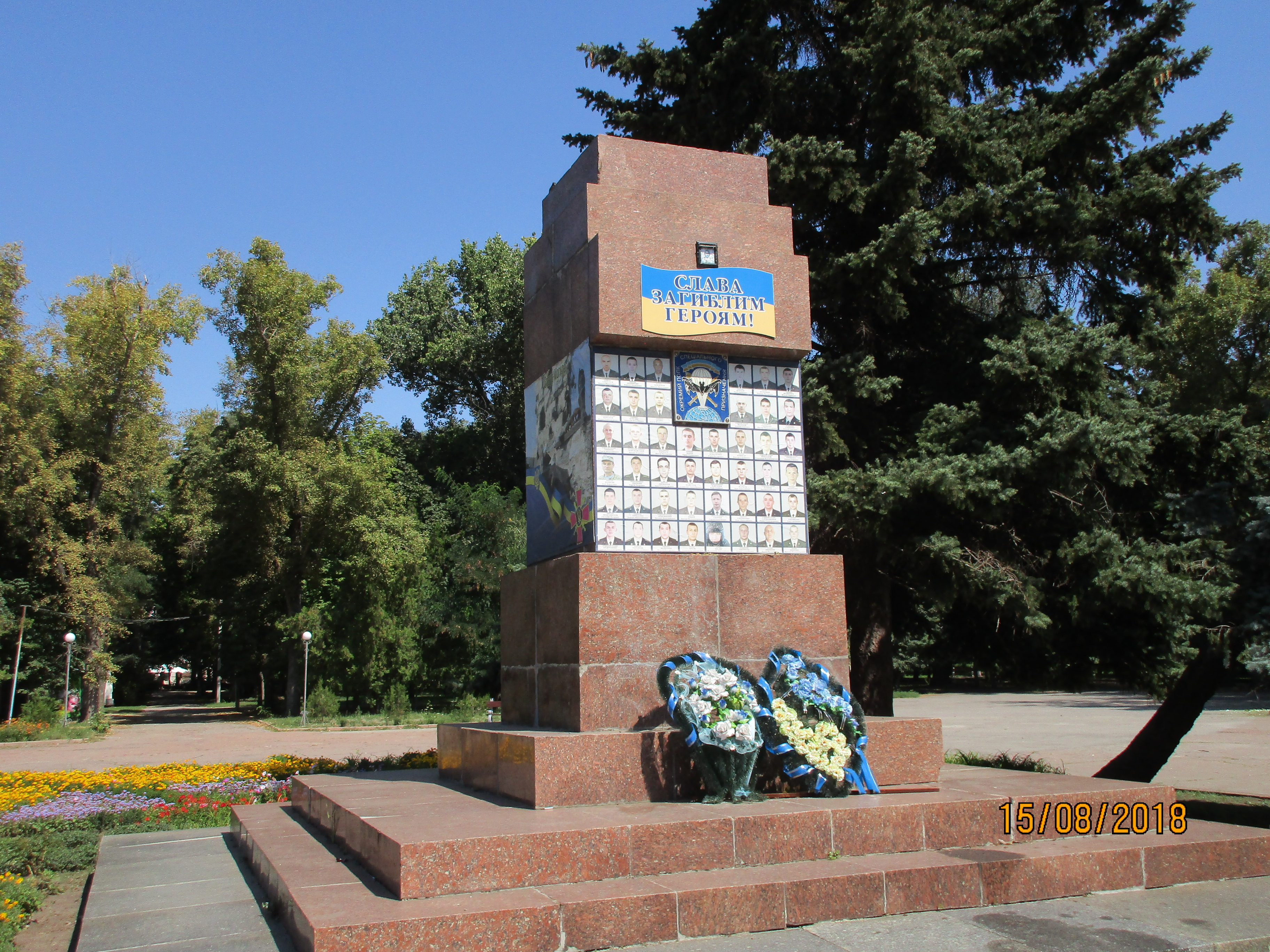
Пам´ятник військовослужбовцям 3-го полку спецпризначення, що загибли в зоні АТО у 2014-2018 р.

## Виноски
1. ↑  Моє місто. Парк Леніна. (відгук відвідувачки) на http://vseok.org.ua/ («ГородОК Кіровоград») [Архівовано 14 червня 2009 у Wayback Machine.] (рос.)
2. 1 2  Слюсаренко В. А. (зав. відділом Кіровоградського краєзнавчого музею) Ковалівський або Двірцевий бульвар і парк Зелені шати нашого міста Кіровограда [Архівовано 14 липня 2014 у Wayback Machine.] на www.kirovograd.net Весь Кіровоград — головний інформаційний ресурс регіону [Архівовано 27 червня 2009 у Wayback Machine.]